# Anna Hawryłeć
Anna Ołeksijiwna Hawryłeć (Анна Олексіївна Гаврилець, ur. 11 kwietnia 1958) – ukraińska kompozytor i pedagog, laureatka Państwowej Nagrody im. Tarasa Szewczenki (1999), prezydent kijowskiej organizacji Związku kompozytorów Ukrainy (od 2011 roku).